# Vladimir Žirinovskij
Vladimir Vol'fovič Žirinovskij, nato Ėjdel'štejn (in russo Владимир Вольфович Жириновский, Эйдельштейн?; Alma-Ata, 25 aprile 1946 – Mosca, 6 aprile 2022), è stato un politico russo.
Era il leader del Partito Liberal-Democratico di Russia, movimento di stampo populista, nazionalista e fortemente anti-occidentale, e amava usare uno stile verbale molto conflittuale se non addirittura "incendiario". Era membro della Duma di Stato, di cui fu anche un vicepresidente, ed è stato inoltre colonnello dell'Esercito Sovietico e infine membro dell'Assemblea Parlamentare del Consiglio d'Europa.

## Biografia
Nato ad Almaty (allora Alma-Ata), nell'allora Repubblica Socialista Sovietica Kazaka, da padre di origine ebraica e madre russa, nel luglio 1964 Žirinovskij si trasferì a Mosca, dove studiò al dipartimento di studi turchi all'Istituto di studi asiatici ed africani dell'Università statale di Mosca, laureandosi nel 1969. In seguito prestò servizio militare a Tbilisi all'inizio degli anni settanta. Ottenne anche una laurea in legge e svolse diverse funzioni come funzionario di commissioni e unioni statali. L'Università di Mosca gli ha conferito un dottorato in filosofia nel 1998.

### Attività politica
Sebbene abbia partecipato in alcuni gruppi riformisti clandestini, Žirinovskij seguì in modo incostante gli sviluppi della politica sovietica negli anni ottanta, e decise di non candidarsi per un seggio al Congresso dei deputati del popolo dell'Unione Sovietica nel 1989. Nel 1990 fondò il Partito Liberal-Democratico insieme a Vladimir Bogačëv, il secondo partito registrato nella storia dell'Unione Sovietica e quindi il primo partito d'opposizione nella storia della Russia sovietica. Si candidò alle elezioni presidenziali russe del 1991, nelle quali ottenne l'8% dei voti e risultò il terzo candidato più votato, dietro al vincitore Boris El'cin e a Nikolaj Ryžkov.
Zirinovskij inoltre sosteneva la ri-annessione nei "confini naturali della Russia" di nazioni quali Lituania, Lettonia, Estonia, dell'intera Transcaucasia e Asia centrale nonché Bielorussia e Ucraina e ha suggerito più volte di scaricare in questi paesi i rifiuti nucleari della Russia. Durante la prima guerra cecena degli anni novanta ha proposto anche di colpire i villaggi della Cecenia con armi tattiche nucleari.
Nel dicembre del 2021, aveva anticipato la data dell'inizio dell'Invasione russa dell'Ucraina.

### Controversie
Nel 2014 si rese protagonista di un fatto che fece parlare di lui i media occidentali: durante una conferenza stampa invitò due uomini a stuprare una giornalista di Russia Today, al sesto mese di gravidanza, colpevole di aver posto una domanda sulle possibili ritorsioni russe contro il governo di Kiev in risposta al divieto di ingresso in Ucraina ai cittadini russi maschi; giorni dopo, saputo che la donna era stata ricoverata in ospedale per lo stress provocatole, in un'intervista a Rossija 1 si scusò con lei e si offrì di sostenere le sue spese mediche.

### Morte
Vladimir Žirinovskij, già malfermo in salute e colpito da COVID-19 nel febbraio del 2022 nonostante otto dosi di vaccino, è morto il 6 aprile all'età di 75 anni per complicazioni della patologia virale ed è stato poi sepolto nel cimitero di Novodevičij a Mosca.

## Vita privata
Žirinovskij sposò Galina Lebedeva, un'avvocata, figlia di un generale in pensione nei primi anni 1970. La coppia ebbe tre figli, due maschi e una femmina.